# Primer Cantón
Primer Cantón är en ort i Mexiko.   Den ligger i kommunen Tuzantán och delstaten Chiapas, i den sydöstra delen av landet, 900 km sydost om huvudstaden Mexico City. Primer Cantón ligger 41 meter över havet och antalet invånare är 1 477.
Terrängen runt Primer Cantón är varierad. Runt Primer Cantón är det ganska tätbefolkat, med 207 invånare per kvadratkilometer. Närmaste större samhälle är Huixtla, 3,5 km nordväst om Primer Cantón. I omgivningarna runt Primer Cantón växer i huvudsak städsegrön lövskog.